# Eufrat
Eufrat (af oldgræsk: Εὐφράτης, Euphrátēs) er en flod, der udspringer i Tyrkiet, løber igennem Syrien og Irak for at udmunde i den Persiske Golf.
Historisk har området mellem Eufrat og Tigris, Mesopotamien, været grobund for nogle af verdenshistoriens største civilisationer som Babylonien, Sumer og Assyrien.

## Religiøse fortællinger
I Det Gamle Testamente står der: "I Eden udsprang en flod, der vandede haven. Udenfor delte den sig og blev til fire strømme. Den første hedder Pishon; den snor sig gennem hele landet Havila, hvor der er guld. Guldet i det land er fint; der er også bedellium og shoham-sten. Den anden flod hedder Gihon; den snor sig gennem hele landet Nubien. Den tredje flod hedder Tigris; den løber øst for Assur. Den fjerde flod er Eufrat".
Ifølge islam vil floden Eufrat før dommedag tørre ud og efterlade et bjerg af guld. Mange vil tage dertil for at få noget af guldet, men 99 ud af 100 vil dø.